# Mamertus

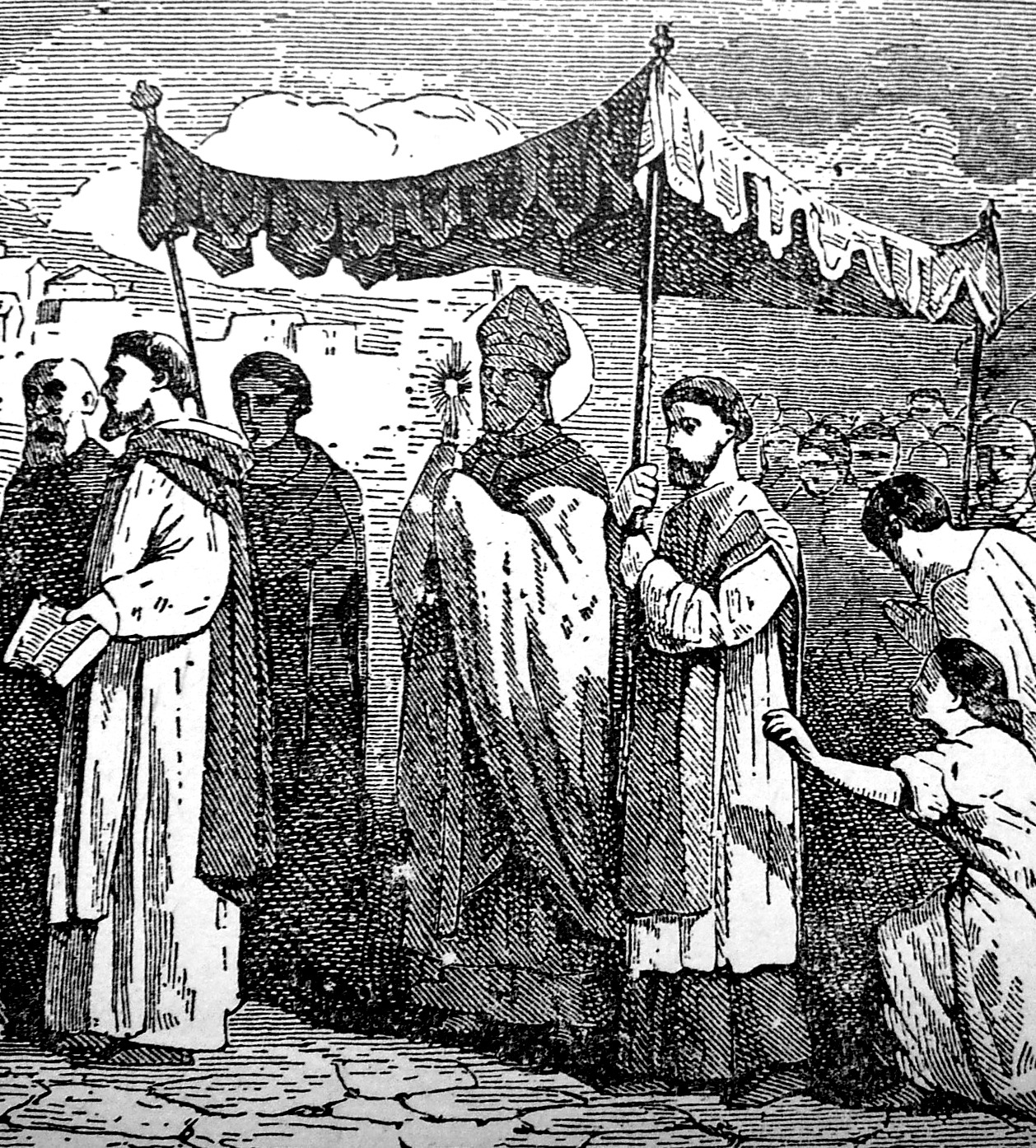
Der hl. Mamertus bei der Bittprozession mit dem Allerheiligsten

Mamertus († um 477 in Vienne, Gallien) war Bischof und wird in der katholischen Kirche als Heiliger verehrt. Er führte die Bittprozessionen an den drei Tagen vor Christi Himmelfahrt ein. Bis ins 19. Jahrhundert hinein wurde er im Deutschen auch als Mamert bezeichnet.

## Leben
Mamertus entstammte einer wohlhabenden gallorömischen Familie aus Lyon. Er wurde 461 Erzbischof von Vienne, wo er auch starb. Mamertus’ Bruder war der Theologe und Kirchenschriftsteller Claudianus Mamertus.
In seiner Amtszeit gebot er der Überlieferung nach durch Gebet einer furchtbaren Feuersbrunst Einhalt, die die ganze Stadt zu zerstören drohte, und soll auch andere Wunder bewirkt haben.

## Verehrung
Der Gedenktag des hl. Mamertus ist der 11. Mai. Er wird zur Gruppe der sogenannten Eisheiligen gezählt, in Norddeutschland gilt Mamertus als erster Eisheiliger eines Jahres. In der Ikonographie wird Mamertus im Ornat eines Bischofs dargestellt, mit einem brennenden Licht zu Füßen des Kreuzes. Er ist der Schutzpatron der Hirten und der Feuerwehr und wird bei Dürre, Fieber und Brusterkrankungen angerufen.

## Sonstiges
Der Name der ostfriesischen Insel Memmert soll sich von dem Heiligen Mamert ableiten.